# Louis Lachenal
Louis Lachenal (Annecy, 17 luglio 1920 – Monte Bianco, 25 novembre 1955) è stato un alpinista e maestro di sci francese; insieme a Maurice Herzog compì la prima salita all'Annapurna I, il primo monte oltre gli ottomila metri mai scalato dall'uomo.

## Biografia
Nato ad Annecy, dopo la prima guerra mondiale divenne guida e maestro di sci a Chamonix. Dal 1946 al 1949 compì alcune memorabili scalate: la punta Walker alla Nord delle Grandes Jorasses, nel 1947 insieme a Lionel Terray la prima ripetizione della parete nord dell'Eiger, la ovest della Blaitière, la nord-est del Pizzo Badile, la ovest dell'Aiguille du Plan. La sua caratteristica principale, oltre alla perfezione stilistica ed estetica, era la velocità di arrampicata.
Nel 1950 prese parte alla vittoriosa spedizione francese all'Annapurna I. Lui e il compagno Maurice Herzog furono i primi uomini ad arrivare in vetta a un ottomila, ma il tributo che dovette pagare fu pesantissimo: congelamenti ampi e diffusi alle mani e soprattutto alle dita dei piedi, che furono parzialmente amputate. Gli fu conferita la Croce di Cavaliere della Legion d'onore. Dopo 3 anni di calvario e 14 operazioni ai piedi, riuscì a riprendere il lavoro di guida e maestro di sci, nonostante le mutilazioni. Riuscì anche, aiutato dagli amici, a compiere ascensioni non semplici come la sud della Aiguille Noire de Peuterey e il canalone Marinelli sul Monte Rosa. Morì nel 1955 in un crepaccio della Vallée Blanche nel Monte Bianco.